# Ketuanan Melayu
Ketuanan Melayu (nghĩa là "bá quyền của người Mã Lai") là một khái niệm chính trị nhấn mạnh tính ưu việt của người Mã Lai tại Malaysia hiện nay. Người Mã Lai tại Malaysia yêu sách về một vị thế đặc biệt cùng các quyền lợi đặc thù do họ cư trú từ lâu và thực tế là quốc gia Malaysia hiện nay tiến hóa từ một thực thể Mã Lai.
Người Hoa và người Ấn nhập cư tạo thành một thiểu số đáng kể tại Malaysia, họ được xem là phải chịu ân huệ của người Mã Lai vì được cấp quyền công dân, đổi lại người Mã Lai được cấp đặc quyền theo Điều 153 của Hiến pháp Malaysia. Dàn xếp trao đổi này thường được gọi là khế ước xã hội Malaysia. Khái niệm ketuanan Melayu thường được các chính trị gia trích dẫn, đặc biệt là những nhân vật từ Tổ chức Dân tộc Mã Lai Thống nhất, chính đảng có ảnh hưởng nhất tại Malaysia. Trong lịch sử, các đảng có cơ sở phi Mã Lai phản đối chính trị mạnh mẽ nhất đối với khái niệm này.
Sự kiện bạo loạn sắc tộc vào năm 1969 tạo ra biến đổi lớn trong cách tiếp cận của chính phủ với các vấn đề sắc tộc, và dẫn đến thi hành một chính sách thiên vị mạnh người Mã Lai mang tên Chính sách Kinh tế Mới. Chính sách văn hóa quốc gia được ban bố vào năm 1970, nhấn mạnh sự đồng hóa các dân tộc phi Mã Lai vào dân tộc Mã Lai. Tuy nhiên, trong thập niên 1990 Thủ tướng Mahathir Mohamad bác bỏ cách tiếp cận này. Mặc dù tư tưởng này có từ khi Malaysia độc lập, song cụm từ ketuanan Melayu chỉ trở nên thịnh hành từ đầu thập niên 2000.

## Tiền độc lập

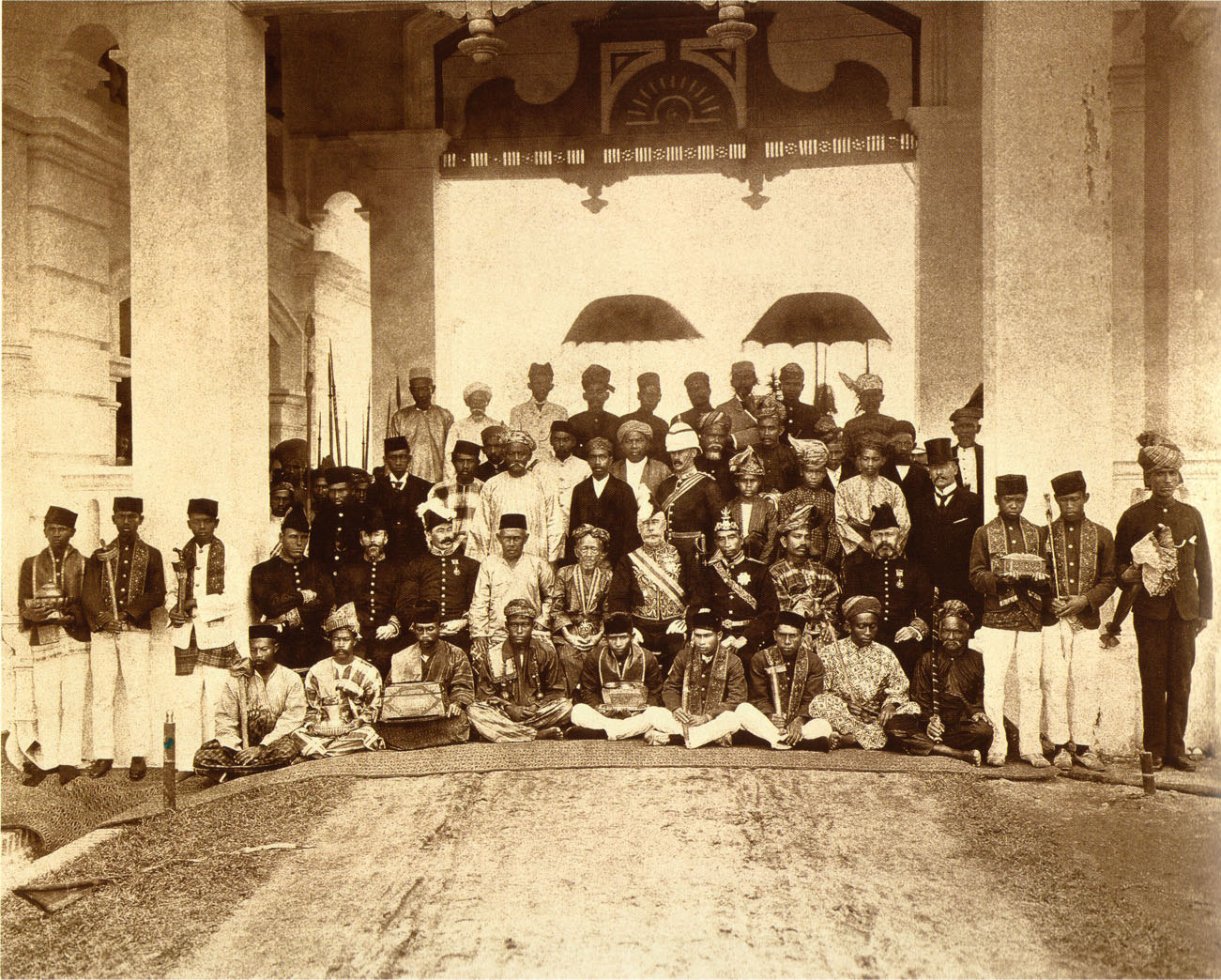
Người Anh công nhận các quân chủ Mã Lai có chủ quyền đối với Malaya.

### Chủ nghĩa dân tộc Mã Lai sơ khởi
Từ khi các thế lực ngoại bang xâm chiếm, chủ nghĩa dân tộc Mã Lai trở thành một phong trào chính trị có tổ chức. Tuy nhiên, những người Hoa và người Ấn nhập cư không nhìn nhận bản thân là người Malaya. Một báo cáo của Thứ trưởng Thường trực Bộ Thuộc địa Anh Quốc vào đầu thập niên 1930 viết rằng "số người phi Mã Lai chấp thuận Malaya là quê hương của họ chỉ chiếm một tỷ lệ rất nhỏ trong toàn bộ cư dân".
Mặc dù người Anh cai trị hữu hiệu đối với Malaya, song trên pháp lý người Mã Lai bị buộc phải tuân theo các hiệp định hư cấu để tiếp thu sự thống trị của người Anh thông qua một chế độ trú quản. Cao ủy Anh Hugh Clifford bày tỏ hệ tư tưởng của Anh mà theo đó hợp lý hóa chủ nghĩa thực dân tại Malaya khi ông tuyên bố "mọi người trong quốc gia này hãy lưu tâm đến thực tế rằng đây là một quốc gia Mã Lai, và người Anh chúng tôi đến đây theo lời mời của các quân chủ Mã Lai điện hạ của họ, và nhiệm vụ của chúng tôi là trợ giúp người Mã Lai cai trị quốc gia của mình."
Bề ngoài, người Anh chấp thuận một chính sách "thân Mã Lai" công khai để người Mã Lai có thể, theo lời của Cao ủy Laurence Guillemard, được trang bị nhằm "đạt được vị thế thích hợp của mình trong sinh hoạt hành chính và thương nghiệp trong các quốc gia này." Trong thực tế, người Mã Lai không thuộc tầng lớp thượng lưu cảm thấy bị gạt ra ngoài lề do các chính sách kinh tế và chính trị của chính phủ thực dân, trong khi trên thực tế họ là trụ cột trong quyền lực của người Anh, và các chính sách kinh tế và nghề nghiệp được tách biệt theo giới hạn dân tộc.
Các cộng đồng phi Mã Lai sinh tại địa phương sớm khởi đầu đấu tranh giành quyền tự trị. Năm 1936, cộng đồng người Ấn sinh tại Malaya yêu cầu Cao ủy Shenton Thomas ban cho họ một phần các chức vụ hành chính. Thomas bác bỏ yêu cầu này, quy người Ấn sinh tại địa phương là "người ngoại quốc". Mặc dù người Anh có vẻ nhìn nhận người Hoa là một "lực lượng lao động tạm thời," với các thống kê biểu thị rằng hầu hết người Hoa nhập cư cuối cùng sẽ trở về quê, song các nhà phê bình tranh luận rằng dân số người Hoa sinh tại địa phương tăng trưởng đều đặn. Tuy thế, người Anh khẳng định rằng sẽ nguy hiểm nếu nhận định người Hoa có "một khuynh hướng định cư vĩnh cửu"; cộng đồng người Ấn sinh tại địa phương chiếm 20% dân số người Ấn, phần còn lại là các lao động phổ thông nhập cư với lý do tương tự như người Hoa khi đó, họ cũng phần lớn bị bỏ qua.
Người Anh giữ người Mã Lai trong sinh hoạt nông dân "truyền thống" của họ nhiều nhất có thể, hạn chế di chuyển, kinh doanh và giáo dục. Chính sách này được duy trì với lòng tin rằng việc được giáo dục đã khiến người Bengal tại Ấn Độ bất mãn và nổi loạn. Người Anh chỉ mời giai cấp thống trị Mã Lai tham dự chính phủ và các vấn đề hành chính. Bất chấp việc loại trừ các dân tộc phi Mã Lai khỏi các chức vụ quyền lực tượng trưng, nhiều công vụ viên là người phi Mã Lai, nhiều trong số họ là người Ấn được biệt phái vì mục đích này. Một số sử gia mô tả các chính sách thân Mã Lai được thiết kế chỉ nhằm duy trì vị thế của người Anh, thay vì củng cố vị thế của người Mã Lai; nhiều đặc điểm trong cách thức tiếp cận của người Anh là một trong các phương pháp "chia để trị", giữ các sắc tộc trong cự ly thích hợp với nhau nhằm đạt được hài hòa từ xa trong công tác cai trị Malaya vốn tồn tại các yếu tố bất đồng.
Người Hoa sinh tại địa phương vốn giữ quyền lực kinh tế đáng kể, và trong thập niên 1920 họ bắt đầu chủ động nhằm đạt được một vị thế lớn hơn trong chính phủ Malaya. Phần lớn cộng đồng người Hoa, lúc này chiếm đến 45% dân số Malaya, vẫn là các lao động tạm thời. Tuy thế, cộng đồng người Hoa Eo biển, chiếm phần lớn người Hoa sinh tại địa phương, muốn được trao cho các chức vụ trong chính phủ và được công nhận là người Malaya. Một nhân vật lãnh đạo người Hoa Eo biển nói rằng "Ai bảo rằng đây là một quốc gia Mã Lai?... Khi Thuyền trưởng [Francis] Light đến, ông ấy đã tìm thấy người Mã Lai, hoặc các làng Mã Lai? Ông cha chúng ta đến đây và làm việc cực nhọc trong thân phận cu li — không thấy hổ thẹn khi làm cu li — và họ không gửi tiền của mình về Trung Quốc. Họ kết hôn và chi tiêu tiền của họ tại đây, và nhờ vậy Chính phủ có thể khai hóa quốc gia từ rừng rậm đến văn minh. Chúng ta đã trở thành bộ phận không thể tách rời của quốc gia này. Đây là quốc gia của chúng ta..." Những nhà trí thức người Mã Lai phản đối lập luận này, cho rằng lập luận như vậy hoàn toàn vô lý và đưa ra một suy diễn với người Hoa là thợ xây và Malaya là một ngôi nhà. Họ lập luận rằng, một thợ xây được trả công thì không được quyền chia phần sở hữu với ngôi nhà mà anh ta xây. Do vậy, họ phản đối bất kỳ nỗ lực nào nhằm cấp quyền công dân hoặc các quyền lợi chính trị khác cho người Hoa.
Một số dân tộc Indonesia như người Java và Bugis di cư trong khu vực quần đảo Mã Lai trong thế kỷ 19 và 20, và rất nhanh chóng đồng hóa vào bản sắc văn hóa Mã Lai. Cuối cùng, những lời thỉnh cầu của người Hoa Malaya có vẻ có một số tác động với người Anh. Năm 1927, Thống đốc của Các khu định cư Eo biển gọi người Hoa là "các cư dân bản địa của Malaya thuộc Anh". Ngay trước khi bắt đầu Chiến tranh thế giới thứ hai, chủ nghĩa dân tộc Mã Lai bắt đầu nhấn mạnh ketuanan Melayu, họ lo ngại rằng các chính sách của người Anh đương thời dường như hướng đến việc thiết lập một dân tộc Malaya chung gồm cả người Hoa và người Ấn. Một số người Mã Lai do đó nỗ lực bảo tồn hiện trạng với người Anh là một bức tường chống lại các dân tộc phi Mã Lai. Những người khác bắt đầu kêu gọi về độc lập và chủ quyền của quốc gia Mã Lai, chẳng hạn như "Đại Indonesia".

### Liên hiệp Malaya (1946–48)
Sau Chiến tranh thế giới thứ hai, người Anh tuyên bố thành lập Liên hiệp Malaya, cùng với đó là nới lỏng các chính sách nhập cư, giảm chủ quyền của các quân chủ Mã Lai, và không công nhận quyền tối cao của người Mã Lai, đặt Malaya là một quốc gia bảo hộ của Anh Quốc. Với tư cách các cư dân sinh tại địa phương, hầu hết người Hoa và người Ấn đủ điều kiện về quyền công dân theo nguyên tắc Jus soli của Liên hiệp. Với việc tất cả các dân tộc được đảm bảo quyền lợi bình đẳng, người Mã Lai trở nên bất mãn, ngay cả thành trì truyền thống của họ là công vụ cũng sẽ mở cửa đối với toàn bộ người Malaya. Ngay từ đầu, người Mã Lai đã không nhìn nhận bản thân nằm dưới nhãn "người Malaya".
Người Mã Lai trở nên có ý thức chính trị, kháng nghị việc thành lập Liên hiệp. Trong một cuộc họp, các tranh cổ động viết rằng "Malaya thuộc về người Mã Lai. Chúng tôi không muốn các sắc tộc khác được trao quyền lợi và các đặc quyền của người Mã Lai." Một tổ chức Mã Lai biểu thị với người Anh rằng các điều khoản quyền công dân của Liên hiệp sẽ dẫn đến "xóa bỏ sự tồn tại của chủng tộc Mã Lai cùng với lãnh thổ và các quân chủ của họ". Một nhóm những người bảo hoàng và công vụ viên người Mã Lai dưới sự lãnh đạo của Onn Ja'afar thành lập Tổ chức Dân tộc Mã Lai Thống nhất (UMNO) nhằm phản đối việc hình thành Liên hiệp Malaya.
Mặc dù Liên hiệp được thành lập theo đúng kế hoạch, song chiến dịch kháng nghị vẫn tiếp tục; đến năm 1948, người Anh thay thế Liên hiệp Malaya bằng Liên bang Malaya. Liên bang khôi phục chủ quyền cho các quân chủ Mã Lai, thắt chặt các hạn chế nhập cư và quyền công dân, và trao cho người Mã Lai đặc quyền. Tuy thế, mục tiêu công khai của người Anh vẫn giống như trong năm 1946: nhằm thi hành "một hình thức quyền công dân chung mở rộng với tất cả mọi người, không phân biệt sắc tộc, những người nhận định Malaya là quê hương thực sự của mình và là đối tượng mà họ trung thành."
Sự đối lập hạn chế với ketuanan Melayu và Tổ chức Dân tộc Mã Lai Thống nhất trong giai đoạn này đến từ một liên minh giữa Hội đồng Hành động Liên hiệp Toàn Malaya (AMCJA) và Pusat Tenaga Rakyat (PUTERA). Mặc dù một trong các tổ chức cấu thành của PUTERA khẳng định ketuanan Melayu là một "quyền lợi huyết thống dân tộc" của người Mã Lai, song PUTERA sát cánh cùng AMCJA trong cuộc đấu tranh vì quyền lợi chính trị bình đẳng cho các dân tộc phi Mã Lai. Sau khi người Anh từ chối lưu ý đến liên minh PUTERA-AMCJA, họ rút khỏi các cuộc đàm phán với người Anh, sau đó phát động một tổng đình công lớn nhằm kháng nghị những điều mà họ cho là khuyết điểm của chính thể mới. Sau khi Liên bang được thành lập bất chấp sự chống đối của họ, liên minh tan rã.
Trước khi liên bang hóa, các dân tộc phi Mã Lai về đại thể là không tham dự chính trị và chủ nghĩa dân tộc Malaya; họ quan tâm hơn đến chính trị của quê hương gốc của mình, chưa từng ủng hộ công khai đáng kể Liên hiệp Malaya song sự im lặng của họ là một sự ủng hộ đối với động thái này. Thành viên của AMCJA hầu hết thuộc các dân tộc phi Mã Lai, song họ không đại diện cho một phần lớn của các cộng đồng phi Mã Lai tại Malaya.
Một số sử gia kết luận thất bại của Liên hiệp khiến người Hoa nhận thức được sự cần thiết về đại diện chính trị. Một chính đảng vận động cho quyền lợi chính trị của người Hoa mang tên Công hội người Hoa Malaya (MCA) được thành lập ngay sau khi thành lập Liên bang. Những người khác cho rằng động lực chính đằng sau sự tham gia của các dân tộc phi Mã Lai trong chính trị Malaya, và việc họ khẳng định các quyền lợi nhất định, là do sự gia tăng của số lượng người phi Mã Lai sinh tại địa phương. Báo cáo tương tự đến từ Thứ trưởng Thường trực của Bộ Thuộc địa từ trước đó rằng người phi Mã Lai sinh tại Malaya "chưa từng trông thấy lãnh thổ quê hương mình và họ yêu cầu rằng con và cháu của họ nên được đối xử công bằng."

### Hướng tới độc lập
Đạt được mục tiêu ban đầu, Tổ chức Dân tộc Mã Lai Thống nhất xác định bản thân là một chính đảng đấu tranh vì độc lập. Đồng thời, Đảng Cộng sản Malaya (MCP) phát động nổi loạn vũ trang nhằm thiết lập một chính phủ cộng sản tại Malaya, lên đến cực điểm trong Tình trạng khẩn cấp Malaya kéo dài cho đến sau khi độc lập. Trong cuộc nổi loạn, xảy ra một sự phân chia sắc tộc rõ rệt; phản đối nổi loạn hầu như đều là người Mã Lai, trong khi người Hoa chi phối trong hàng ngũ cộng sản. Người Anh khuyến khích thành lập một Ủy ban Liên lạc Cộng đồng (CLC), gồm những thủ lĩnh hàng đầu trong giới chính khách Malaya từ các cộng đồng khác nhau, nhằm giải quyết các vấn đề nhạy cảm, đặc biệt là những vấn đề liên quan đến sắc tộc. Đạt được thỏa hiệp trên một số vấn đề, trong đó có quyền công dân, giáo dục, dân chủ, và quyền tối thượng Mã Lai. Cuối cùng, một sự "mặc cả" giữa người Mã Lai và các dân tộc phi Mã Lai được chế định; đổi lại việc từ bỏ ketuanan Melayu, người Mã Lai sẽ được hỗ trợ trong việc thu hẹp khoảng cách kinh tế giữa các cộng đồng Mã Lai và phi Mã Lai, Thành viên Ủy ban Liên lạc Cộng đồng E.E.C. Thuraisingham sau đó nói rằng, "Tôi và những người khác cho rằng người Mã Lai lạc hậu nên có được một sự đối đãi tốt hơn. Người Mã Lai cần được hỗ trợ nhằm đạt được sự cân bằng với các dân tộc phi Mã Lai nhằm tạo nên một quốc gia Malaya thống nhất trong bình đẳng."
Các vấn đề tiếp tục nổi lên, nhiều thanh niên người Hoa Malaya bị cưỡng bách tòng quân nhằm chống các cuộc tấn công của cộng sản song đã tẩu thoát khỏi quốc gia; hầu hết những người tham dự tiếp nhận giáo dục tiếng Anh và không được tiếp nhận giáo dục tiếng Hoa. Đối với người Mã Lai, điều này biểu thị rằng người Hoa không có lòng trung thành đặc biệt với Malaya và hợp lý hóa ketuanan Melayu, làm tăng thêm nhận thức tương tự bắt nguồn từ sự phân chia sắc tộc rõ ràng giữa những người mạnh mẽ phản đối cộng sản và những người ủng hộ Đảng Cộng sản Malaya.
Đầu thập niên 1950, Onn Ja'afar đề xuất mở rộng quyền thành viên Tổ chức Dân tộc Mã Lai Thống nhất cho toàn bộ các dân tộc Malaya, và đổi tên thành Tổ chức Dân tộc Malaya Thống nhất, theo đó sẽ giảm bớt nhận thức đoàn thể là một thế lực đấu tranh cho ketuanan Melayu. Onn Ja'afar thất bại trong một cuộc đấu tranh quyền lực nội bộ, và từ chức vào năm 1951 để thành lập Đảng Độc lập Malaya (IMP). Người kế nhiệm lãnh đạo Tổ chức Dân tộc Mã Lai Thống nhất là Tunku Abdul Rahman nhân vật này khẳng định quyền tối thượng Mã Lai ban đầu. Ông bày tỏ lo ngại về việc các dân tộc phi Mã Lai thiếu trung thành với Malaya, yêu cầu họ làm rõ lòng trung thành của mình trước khi được ban cho quyền công dân, phát biểu: "Với những người yêu mến và cảm thấy họ có trách nhiệm hoàn toàn trung thành với quốc gia này, chúng tôi sẽ hoan nghênh họ trong vị thế người Malaya. Họ cần phải thực sự là người Malaya, và họ sẽ có các quyền lợi và đặc quyền tương tự như người Mã Lai." Tuy nhiên, không lâu sau, vào năm 1952, ông có vẻ mâu thuẫn với bản thân và khẳng định rằng người Mã Lai bảo vệ vị thế đặc biệt của họ: "Malaya là của người Mã Lai và nó không nên bị quản lý bởi một sự hỗn hợp các sắc tộc."

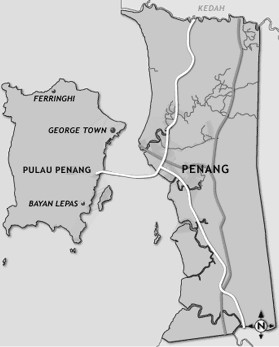
Đầu thập niên 1950, có một phong trào ly khai tích cực của người Hoa Eo biển tại Penang nhằm kích động chống ketuanan Melayu.

Trong giai đoạn này, một số người Hoa Eo biển bắt đầu quan tâm đến chính trị địa phương, đặc biệt là tại Penang, tại đây có một phong trào ly khai tích cực của người Hoa. Họ đồng cảm với người Anh nhiều hơn là với người Mã Lai, đặc biệt tức giận khi bị ám chỉ là pendatang asing ("ngoại kiều"). Họ xa lánh cả Tổ chức Dân tộc Mã Lai Thống nhất và Công hội người Hoa Malaya, cho rằng trong khi Tổ chức Dân tộc Mã Lai Thống nhất và những người cực đoan Mã Lai có ý định khoách trương đặc quyền của người Mã Lai và hạn chế quyền lợi của người Hoa, thì Công hội người Hoa Malaya lại quá "ích kỷ", và không thể dựa vào được. Họ bực bội trước việc hợp nhất Các khu định cư Eo biển với Malaya, không có một cảm giác thuộc về một "Malaya cho người Mã Lai", nơi mà họ không được nhìn nhận là bumiputra (người bản địa). Một thủ lĩnh người Hoa Eo biển phẫn nộ tuyên bố, "Tôi có thể khẳng định là anak Pulau Pinang [một người con của Penang] thực chất hơn 99% người Mã Lai sống tại đây ngày nay." Do chính phủ kiên quyết bác bỏ ly khai, phong trào cuối cùng đuối dần.
Một số ý kiến cho rằng các dân tộc phi Mã Lai không cảm thấy trung thành với Malaya do họ không tự nhận là dân tộc Malaya và gắn bó hoàn toàn với xuất thân văn hóa dân tộc của mình. Nhằm chống lại điều này, vào năm 1952 quyền công dân được cấp cho gần như toàn bộ những người phi Mã Lai sinh tại địa phương, và quyền công dân kép bị cấm chỉ, buộc những người phi Mã Lai lựa chọn giữa quê hương tổ tiên và Malaya.
Khi Malaya chuyển dịch theo hướng tự quản, người Anh khởi xướng thể chế thành viên, theo mô hình của thể chế nội các; giống như CLC, thể chế thu hút thành viên từ các cộng đồng khác nhau, và sau đó được mô tả là thiết lập một tiền lệ cho sự chia sẻ quyền lực trong các nội các Malaya và Malaysia đa sắc tộc hậu độc lập. Đồng thời, người Anh cũng bắt đầu đặt khuôn khổ cho thể chế giáo dục quốc dân, theo đó sẽ thiết lập "một tình cảm công dân chung". Tuy nhiên, Báo cáo Barnes lại bị cộng đồng người Hoa mạnh mẽ phản đối vì "thấm đẫm chủ nghĩa dân tộc Mã Lai" và bênh vực ketuanan Melayu. Báo cáo Fenn-Wu được người Hoa ủng hộ song không được người Mã Lai tán thành. Cuối cùng, khuyến nghị trong Báo cáo Barnes về các trường quốc lập Anh ngữ được thi hành theo Sắc lệnh Giáo dục 1952, bất chấp người Hoa mạnh mẽ kháng nghị, họ lo ngại trước việc thiếu điều khoản cho các trường học bản ngữ phi Mã Lai. "Báo cáo Razak" đề nghị rằng các trường tiểu học bản ngữ sẽ được phép duy trì, song chia sẻ một khóa trình chung với các trường quốc lập. Giáo dục trung học bản ngữ sẽ không được chế tài; chỉ các trường trung học quốc lập mới được tài trợ. Cộng đồng người Hoa tích cực phản đối Báo cáo Razak, phát động một chiến dịch có tổ chức nhằm chống đối; việc Công hội người Hoa Malaya từ chối phản đối Báo cáo Razak khiến họ chịu tổn thất chính trị tại một số khu vực bầu cử của người Hoa.

### "Malaysia của người Malaysia!"

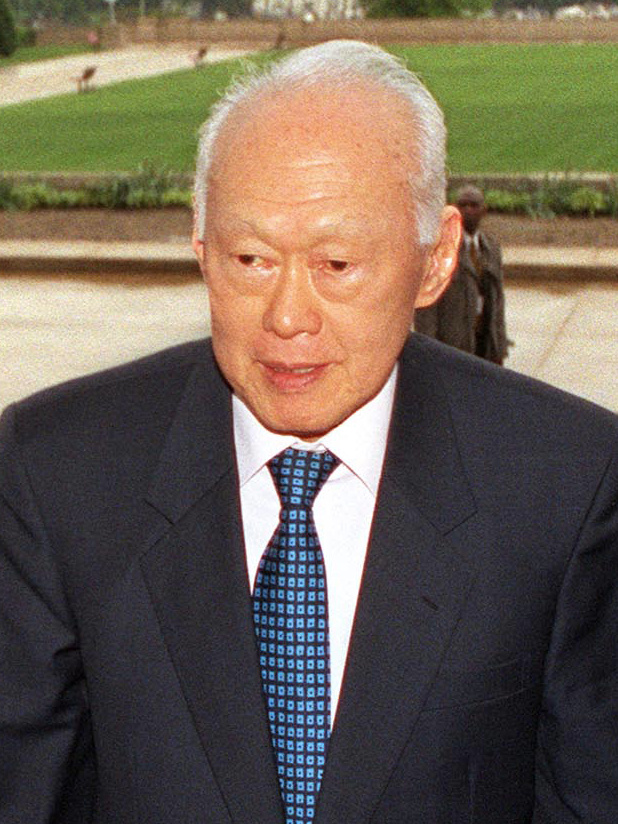
Lý Quang Diệu là lãnh đạo trong chính phủ Singapore, ông công khai phản đối ketuanan Melayu, và truyền bá tư tưởng của mình về một "Malaysia của người Malaysia".